# Henry Green
Henry Green, właśc. Henry Vincent Yorke (ur. 29 sierpnia 1905, zm. 13 grudnia 1973 w Londynie) – angielski autor szeregu powieści z nurtu satyry społecznej.
Bardzo znana w świecie anglojęzycznym jest jego powieść Loving (1945), opowiadająca o służących w irlandzkim zamku w czasie II wojny światowej.
Pochodził z zamożnej, wykształconej rodziny, uczył się w Eton i Oksfordzie. Pasjonowało go Imperium osmańskie.

## Twórczość
- Blindness (1926)
- Living (1929)
- Party Going (1939)
- Pack My Bag (1940)
- Caught (1943)
- Loving (1945) (polskie wydanie, Kochając, Biuro Literackie 2015)
- Back (1946)
- Concluding (1948)
- Nothing (1950)
- Doting (1952)
- Surviving: The Uncollected Writings of Henry Green (1992)